# José Antonio Alvarado Correa
José Antonio Alvarado Correa (* 1951 in Granada) ist ein nicaraguanischer Politiker, ehemaliges Mitglied der PLC. Des Weiteren ist er ehemaliger Gesundheitsminister (2003 bis 2004) und Bildungs-, Kultur-, und Sportminister (September 1998 bis Oktober 1999).
Er spricht fließend Englisch, Spanisch und Italienisch.